# Chautara
Chautara (em nepali:  चौतारा) é uma cidade do Nepal localizada no distrito de Sindhupalchok .

## Teremoto em 2015
A cidade foi severamente afetada pelo terremoto de abril de 2015. Mais de noventa por cento das casas na cidade foram destruídas, e o hospital local entrou em colapso. Após isso, Chautara sofreu também com a escassez de água.